# 2013年のテレビドラマ (日本)
2013年のテレビドラマでは、2013年に日本国内で放送されたテレビドラマについてまとめる。

## 主な動向

### 1月
- 2日 - テレビ東京系『新春ワイド時代劇』第35作『白虎隊〜敗れざる者たち』（主演：北大路欣也）を放送。北大路の同枠主演は9作目[1]となったほか、白虎隊ゆかりの地でロケの舞台となった福島県でも福島中央テレビ（日本テレビ系）にて1月27日より3週連続で放送された[2][注 1]。
- 6日 - NHK大河ドラマ第52作『八重の桜』（主演：綾瀬はるか）放送開始（全50回、- 12月）。同作品はNHK東日本大震災プロジェクトの一環として、福島県出身で、同志社大学創設者新島襄の妻である新島八重の生涯を1年間に亘り描く。なお、この年はNHK大河ドラマ放送開始から50周年の節目の年となる。
- 12日
  - 日本テレビ開局60年記念番組としてスペシャルドラマ『金田一少年の事件簿 香港九龍財宝殺人事件』放送。主人公「金田一一」役に山田涼介（Hey! Say! JUMP）、「七瀬美雪」役に川口春奈を起用。
  - 毎日放送で、2分間のミニドラマ『マルチ目線で恋したい!〜運命の出会いまで〜』を放送開始。同局制作のドラマとしては初めてマルチ編成を実施し、その利点を活かして041chでは女性編、042chでは男性編のストーリーを展開（ - 2月2日）[3]。
- 13日 - TBS系日曜劇場にて、重松清の小説をドラマ化した『とんび』（主演：内野聖陽、佐藤健）放送開始（ - 3月17日）。
- 14日 - フジテレビ系月9ドラマ枠にて、三上延作のライトノベルをドラマ化した『ビブリア古書堂の事件手帖』（主演：剛力彩芽）放送開始（ - 3月25日）。

### 2月
- 11日〜13日 - 日本テレビ系にて、AKB48のメンバーが総出演し、3チームそれぞれのストーリーでおくるスペシャルドラマ『So long!』を3夜連続で放送。
- 12日 - この日正午(日本時間)、北朝鮮による核実験実施という事態が発生したことにより、NHK総合が正午のニュースを延長する措置をとった関係で、12:45からの連続テレビ小説『純と愛』の再放送が休止。なお『純と愛』は翌13日、12日分と当日の2話を一括して再放送された（12:45-13:00、13:05-13:20）[4]。
- 14日 - テレビ朝日系で放送された刑事ドラマ『特捜最前線』（1977年 - 1987年）の橘刑事役等で活躍した俳優の本郷功次郎が、心不全のため逝去（享年74）[5]。
- 17日
  - テレビ朝日系にてスーパー戦隊シリーズ第37作『獣電戦隊キョウリュウジャー』放送開始（ - 2014年2月9日）。
  - 朝日放送・テレビ朝日系にてスペシャル時代劇『必殺仕事人2013』（主演：東山紀之）放送。なお、当日は『必殺シリーズ』で中村主水役で主演を務めた藤田まこと（2010年没）の命日であった。
- 25日 - TBS系『月曜ゴールデン』の人気シリーズ『浅見光彦シリーズ』の主人公「浅見光彦」役が、シリーズ第31作「箸墓幻想」（2012年9月3日放送）まで2代目を務めた沢村一樹に替わり、3代目として速水もこみちが登場、第32作「天河伝説殺人事件」から登場[6][7]。

### 3月
- 4日 - 放送倫理・番組向上機構（BPO）青少年委員会はこの日、東海テレビ・フジテレビ系で放送された『幸せの時間』（2012年11月 - 12月放送）を過激な表現があるとして審議し「番組制作者は国民の教養形成という“公共善”実現の仕事をしているとの自覚を持ってほしい」とする汐見稔幸委員長の談話を発表[8]。東海テレビは同日、編成・制作担当の取締役と制作局局員ら4名を役員報酬カット、減給、厳重注意などの処分とした[9]。
- 6日 - テレビ東京系にて、往年の名女優大原麗子（2009年没）の人生を描いたスペシャルドラマ『女優 麗子〜炎のように』を放送。主演は内山理名を起用。なお、当初2012年秋に放送予定だったが、キャスティングの難航などで制作が大幅に遅れ、延期されていた。
- 18日 - TBS系月曜20時枠パナソニック ドラマシアターが、1月期作品『ハンチョウ6〜警視庁安積班〜』終了を以て4年半の歴史に幕を下ろすと同時に、ナショナル劇場から継続してきた系列外ネットも終了[注 2]。4月から『月曜ミステリーシアター』に衣替え[10]。
- 24日 - フジテレビ系日曜21時枠ドラマチック・サンデーが、1月期作品『dinner』最終回放送日のこの日を以て2年半で幕。4月21日よりバラエティ番組『テレビシャカイ実験 あすなろラボ』放送開始[11]及び水曜22時ドラマ枠新設に伴う。

### 4月
- 1日 - NHK平成25年度前期連続テレビ小説『あまちゃん』（AK制作、脚本：宮藤官九郎、主演：能年玲奈）放送開始（全156回、 - 9月28日）。初回平均視聴率は20.1%（関東地区、ビデオリサーチ調べ）[12]で、連続テレビ小説初回としては平成18年度後期の『芋たこなんきん』（BK制作）の20.3%（同）以来6年半ぶりの20%越えとなった[13]。
- 4日 - 読売テレビ・日本テレビ系の木曜深夜ドラマ枠が『木曜ミステリーシアター』から『木曜ドラマ』へ改題・リニューアル、同日より平日深夜枠プラチナイトへ再編入。第1回作品は『でたらめヒーロー』（主演：佐藤隆太）。
- 5日 - 日本テレビ系『金曜ロードSHOW!』枠にてスペシャルドラマ『リバース〜警視庁捜査一課チームZ〜』（主演：松坂桃李、杏）を放送。当初1月25日放送予定がアルジェリア人質事件の配慮から延期となっていた[14]。
- 8日〜9月末予定 - NHK BSプレミアムの連続テレビ小説再放送枠（7:15-7:30）は、当初放送予定だった『カーネーション』（2011年10月 - 2012年3月、BK制作）の出演俳優が2月にわいせつ目的誘拐などの疑いで逮捕された事を受け、放送作品を変更、『純情きらり』（2006年4月 - 9月、AK制作）を19:00-19:15枠から移動する形で放送。なお19:00-19:15枠は『てっぱん』（2010年10月 - 2011年4月、BK制作）を放送する[15]。
- 13日
  - フジテレビ系土曜プレミアム特別企画として、2012年4月期火曜21時枠にて放送された異色法律ドラマ『リーガル・ハイ』（主演：堺雅人、新垣結衣）のスペシャル版を放送。
  - 日本テレビ系土曜ドラマ枠にて、米倉涼子主演の異色学園ドラマ『35歳の高校生』放送開始（ - 6月22日）。
  - テレビ朝日系土曜ワイド劇場にてこの日放送予定だった『おかしな刑事10』が放送延期（『そうだったのか!池上彰の学べるニュース緊急生放送スペシャル』に変更）[16]。
- 15日
  - TBS月曜20時枠が『月曜ミステリーシアター』としてリニューアル。第1作目として、高橋克実・榮倉奈々主演の『確証〜警視庁捜査3課』放送開始（ - 6月24日）[10]。
  - フジテレビ系月9ドラマ枠にて、東野圭吾原作、福山雅治主演の『ガリレオ』第2シリーズ放送開始（ - 6月24日）。初回平均視聴率及び最高視聴率は22.6%（関東地区、ビデオリサーチ調べ）を記録。
- 17日
  - テレビ朝日系水曜21時枠にて、上川隆也主演の『遺留捜査』第3シリーズ放送開始（ - 6月12日）。
  - フジテレビ系、水曜22時ドラマ枠新設。第1作目として、櫻井翔（嵐）主演の『家族ゲーム』放送開始（ - 6月19日）[17]、初回視聴率は12.0%で、最高視聴率は最終回の16.7%（関東地区、ビデオリサーチ調べ）。
  - 日本テレビ系水曜ドラマ枠にて、渡辺淳一原作の医療サスペンスドラマ『雲の階段』（主演：長谷川博己）放送開始（ - 6月19日）。
- 25日 - テレビ朝日系木曜ミステリー枠にて、石塚英彦（ホンジャマカ）主演の新刑事ドラマ『刑事110キロ』放送開始（ - 6月13日）。
- 28日・29日 - テレビ朝日系『相棒』のファン参加型イベントとして、ホテル椿山荘東京にて「-体感捜査-相棒解(kai) 〜富豪が残した奇妙な遺言〜」開催[18]。

### 5月
- 1日 - テレビ東京系『水曜ミステリー9』400回記念として、高橋英樹主演のシリーズ第13作『捜査検事・近松茂道13 せとうち望郷殺人事件』を放送。
- 11日・18日 - テレビ朝日系にてSMAPメンバー主演のスペシャルドラマを2週連続で放送。11日には中居正広主演の『味いちもんめ』、18日には草彅剛主演の『スペシャリスト』をそれぞれ放送[19]。
- 27日・6月3日 - TBS系にて、橋田壽賀子作の人気長寿ドラマシリーズ『渡る世間は鬼ばかり』（1990年 - 2011年、シリーズ全10作）の2時間スペシャルを2夜連続で放送[20]。

### 6月
- 6日 - 【訃報】精神科医と小説家の二刀流で活躍したことで知られ、1965年に日本テレビ系（宣弘社制作）で放映された連続テレビドラマ『パパのおくりもの』の原作者でもあった作家のなだいなだが膵臓がんとの闘病の末にこの日逝去（83歳没）[21]。

### 7月
- 8日 - TBS系月曜ミステリーシアター枠にて宮部みゆき原作の『名もなき毒』が放送開始。主演はTBS系の連続ドラマ初主演となる小泉孝太郎で、宮部自身が指名した[22]。
- 9日 - フジテレビ系火曜9時枠にて医療ドラマ『救命病棟24時』の第5シリーズが放送開始。主演は4シリーズまでの江口洋介に替わり松嶋菜々子が務める[23]。
- 10日 - フジテレビ系水曜10時枠にて江角マキコ主演の『ショムニ』が10年ぶり復活、第4シリーズが放送開始[24]。
- 12日 - TBS系金曜ドラマ枠にてホームドラマ『なるようになるさ。』が放送開始。脚本は橋田壽賀子が手がけ、自身が新作の連続ドラマの脚本を手がけるのは、同局系列で放送された『番茶も出花』以来16年ぶり。主演は舘ひろし・浅野温子が務め、共演は日本テレビ系『あぶない刑事』の映画版『まだまだあぶない刑事』以来8年ぶり[25]。

### 9月
- 19日 - BS時代劇作品を定期的に放送していたNHK総合木曜20時枠が、木曜時代劇として『鞍馬天狗』以来、およそ5年ぶりに復活。第1回作品は前田敦子主演の『あさきゆめみし 〜八百屋お七異聞』[26]。
- 30日 - NHK平成25年度後期連続テレビ小説『ごちそうさん』（BK制作、脚本：森下佳子、主演：杏）放送開始（全156回、- 2014年3月29日）[27][28]。

### 10月
- 1日 - フジテレビ系で1988年7月期木曜劇場枠で放送され、W浅野ブームを巻き起こした『抱きしめたい!』のスペシャルドラマ『抱きしめたい!Forever』を放送[29]、市原隼人もチャイニーズレストランの若いシェフ役として出演[30]。
  - 2013年10月1日に放送した『抱きしめたい! Forever』の未公開シーンを含む拡大版が2013年10月11日に『抱きしめたい! Forever』LaLa TVバージョンとしてLaLa TVで放送する[31]。
- 9日 - フジテレビ系にて、2012年4月期に放送された『リーガル・ハイ』の第2シリーズを開始[32]。
- 11日 - テレビ東京系にて、金曜19:58 - 20:54枠に『金曜8時のドラマ』を設置。テレビ東京が金曜20時台にドラマ枠を設定するのは5年ぶりとなる。第1作は『刑事吉永誠一 涙の事件簿』[33]。
- 25日 - フジテレビ系に、金曜19:57 - 20:54枠に新ドラマ枠『金曜ドラマ』を新設。フジテレビ系が金曜20時台にドラマ枠となるのは、『将太の寿司』以来17年ぶりとなる[34][35][36]。

## NHKの主なテレビドラマ

### 連続テレビ小説
純と愛 - 制作：NHK大阪放送局
- 放送日：2012年10月1日 - 2013年3月30日（全156回）
- 脚本：遊川和彦
- 出演：夏菜、風間俊介、速水もこみち、森下愛子、余貴美子、武田鉄矢 他

あまちゃん
- 放送日：4月1日 - 9月28日（全156回）
- 脚本：宮藤官九郎
- 出演：能年玲奈、小泉今日子、尾美としのり、蟹江敬三、宮本信子 他

ごちそうさん - 制作：NHK大阪放送局
- 放送日：9月30日 - 2014年3月29日（全150回）
- 脚本：森下佳子
- 出演：杏、原田泰造、財前直見、東出昌大、近藤正臣、宮崎美子 他

### 大河ドラマ
八重の桜
- 放送日：1月6日 - 12月15日（全50回）
- 作：山本むつみ
- 脚本：山本むつみ、吉澤智子、三浦有為子
- 出演：綾瀬はるか、西島秀俊、長谷川博己、オダギリジョー 他

### ドラマ10
いつか陽のあたる場所で - 制作：テレパック
- 放送日：1月8日 - 3月12日（全10回）
- 原作：乃南アサ「いつか陽のあたる場所で」「すれ違う背中を」（新潮社）
- 脚本：高橋麻紀 他
- 出演：上戸彩、飯島直子、斎藤工、浅野温子 他

第二楽章
- 放送日：4月16日 - 6月18日（全9回）
- 作：金子ありさ
- 出演：羽田美智子、板谷由夏、谷原章介 他

激流〜私を憶えていますか?〜 - 制作：テレパック
- 放送日：6月25日 - 8月13日（全8回）
- 原作：柴田よしき「激流」
- 脚本：吉田紀子
- 出演：田中麗奈、国仲涼子、ともさかりえ、桐谷健太、山本耕史 他

ガラスの家
- 放送日：9月3日 - 10月29日（全9回）
- 作：大石静
- 出演：井川遥、斎藤工、永山絢斗、藤本隆宏 他

### よる★ドラ
書店員ミチルの身の上話 - 制作：テレビマンユニオン
- 放送日：1月8日 - 3月12日（全10回）
- 原作：佐藤正午「身の上話」（光文社）
- 脚本：合津直枝
- 出演：戸田恵梨香、高良健吾、柄本佑、新井浩文、大森南朋 他

### 木曜時代劇
あさきゆめみし 〜八百屋お七異聞 - 制作：NHKエンタープライズ ※第1回作品
- 放送日：9月19日 - 11月21日（全10回）
- 作：ジェームス三木
- 出演：前田敦子、池松壮亮、平岡祐太、竹下景子、中村雅俊 他

### 土曜ドラマスペシャル・土曜ドラマ
テレビ放送60年記念ドラマ メイドインジャパン
- 放送日：1月26日 - 2月9日（全3回）
- 脚本：井上由美子
- 出演：唐沢寿明、高橋克実、吉岡秀隆、國村隼 他

ご縁ハンター
- 放送日：4月13日 - 4月27日（全3回）
- 作：後藤法子
- 出演：観月ありさ、松本利夫、大塚寧々 他

島の先生
- 放送日：5月25日 - 6月29日（全6回）
- 作：荒井修子
- 出演：仲間由紀恵、井浦新、田中美里、国広富之、大地康雄、石坂浩二 他

七つの会議
- 放送日：7月13日 - 8月3日（全4回）
- 原作：池井戸潤「七つの会議」
- 脚本：宮村優子
- 出演：東山紀之、吉田鋼太郎、戸田菜穂、田口淳之介、石橋凌、長塚京三 他

夫婦善哉 - 制作：NHK大阪放送局
- 放送日：8月24日 - 9月14日（全4回）
- 原作：織田作之助
- 脚本：藤本有紀
- 出演：森山未來、尾野真千子 他

実験刑事トトリ2
- 放送日：10月12日 - 11月16日（全6回）
- 作：西田征史
- 出演：三上博史、高橋光臣 他

太陽の罠
- 放送日：11月30日 - 12月21日（全4回）
- 作：大島里美
- 出演：西島隆弘、塚本高史、伊藤歩、尾美としのり 他

### スペシャルドラマ (NHK)
ヒロシマ 復興を夢みた男たち
- 放送日：3月16日
- 出演：寺脇康文、中尾彬 他

極北ラプソディ
- 放送日：3月19、20日（全2回）
- 原作：海堂尊「極北クレイマー」「極北ラプソディ」（朝日新聞出版）
- 脚本：宮村優子
- 出演：瑛太、加藤あい、山口祐一郎、小林薫 他

最終特快
- 放送日：3月21日
- 脚本：本河純子
- 出演：三浦貴大、佐津川愛美、中村ゆり、戸次重幸、遠藤憲一 他

特集ドラマ ラジオ
- 放送日：3月26日
- 脚本：一色伸幸
- 出演：刈谷友衣子、吉田栄作、西田尚美、豊原功補 他

テレビ60年 マルチチャンネルドラマ 放送博物館危機一髪
- 放送日：3月29日
- 脚本：保木本真也
- 出演：松井玲奈、秋元才加、藤本隆宏、国生さゆり、野際陽子 他

特集ドラマ はじまりの歌
- 放送日：9月23日
- 作：荒井修子
- 出演：松本潤、榮倉奈々、由紀さおり、國村隼 他

特集ドラマ かつお - 制作：NHK仙台放送局（公式サイト）
- 放送日：12月18日
- 原作・脚本：さわだみきお
- 出演：大友康平、芦名星、梅沢富美男、遠藤章造、サンドウィッチマン、鈴木京香 他

天使とジャンプ
- 放送日：12月24、25日
- 作：今井雅子
- 出演：ももいろクローバーZ 他

#### 正月時代劇
御鑓拝借〜酔いどれ小籐次留書〜 - 制作：NHKエンタープライズ
- 放送日：1月1日
- 原作：佐伯泰英「御鑓拝借〜酔いどれ小籐次留書〜」（幻冬舎）
- 脚本：櫻井武晴
- 出演：竹中直人、藤木直人、高橋英樹 他

### BSプレミアムのテレビドラマ
スペシャル時代劇 大岡越前 - 制作：NHKエンタープライズ、C.A.L
- 放送日：2013年3月30日 - 6月15日、2014年1月10日 - 24日（全9回）
- 脚本：大西信行
- 出演：東山紀之、勝村政信、国仲涼子、高橋長英、寺島進、原田夏希、松原智恵子、加藤武、平岳大、津川雅彦 他

岐阜発ドラマ 父の花、咲く春〜岐阜・長良川幇間物語〜 - 制作：NHK名古屋・岐阜放送局
- 放送日：4月3日
- 作：今井雅子
- 出演：桐谷健太、蓮佛美沙子、野村又三郎、林隆三、岩本多代、伊藤蘭 他

純と愛スペシャル 富士子のかれいな一日 - 制作：NHK大阪放送局
- 放送日：4月20日
- 案：遊川和彦 脚本：丸山智
- 出演：吉田羊、城田優、舘ひろし 他

ママになりたい…
- 放送日：4月24日
- 原作：間下このみ・ゆう「新版 ママになりたい〜ハイリスク出産を越えて〜 / たまご日記〜ちいさな命の記録〜」（講談社）
- 脚本：佐藤万里
- 出演：平愛梨、高橋光臣 他

徳島放送局開局80周年記念ドラマ 狸な家族 - 制作：NHK徳島放送局
- 放送日：6月26日
- 作：鈴木聡
- 出演：渡辺いっけい、坂井真紀 他

黒い十人の黒木瞳III
- 放送日：6月30日
- 出演：黒木瞳 他

短編ドラマシリーズ あなたに似た誰か
- 放送日：8月13日 - 27日（全3回）
- 原作：藤原新也「コスモスの影にはいつも誰かが隠れている」
- 出演：大杉漣、本仮屋ユイカ、山本耕史、中越典子、泉ピン子 他

NHK BSプレミアム ミステリードラマ 怪奇大作戦 ミステリー・ファイル
- 放送日：10月5日 - 11月16日 （全4回）
- 原作：円谷プロダクション「怪奇大作戦」
- 脚本：小林弘利、中野貴雄、黒沢久子
- 出演：上川隆也、原田泰造、田畑智子、村井良大、高橋真唯、原田美枝子 他

特集BSサスペンス 死刑台の72時間
- 放送日：11月26日、12月3日 （前・後編）
- 原作：篠原千絵「海に墜ちるツバメ」（小学館）
- 脚本：川崎いづみ
- 出演：栗山千明、大地真央、田中圭、青柳翔、町田マリー 他

#### プレミアムよるドラマ
嘆きの美女 - 制作：AOI Pro.
- 放送日：1月12日 - 3月2日（全8回）
- 原作：柚木麻子「嘆きの美女」（朝日新聞出版）
- 脚本：李正姫
- 出演：黒沢かずこ（森三中）、矢田亜希子、中村静香、横山めぐみ、室井滋 他

ラスト・ディナー - 制作：NHKエンタープライズ
- 放送日：3月9日 - 4月27日（全8回）
- 出演：木村佳乃、田中麗奈、檀れい、長塚京三 他

天使はモップを持って - 制作：東阪企画
- 放送日：5月4日 - 5月25日（全4回）
- 脚本：末安正子
- 出演：北乃きい 他

お父さんは二度死ぬ - 制作：AX-ON
- 放送日：6月1日 - 6月22日（全4回）
- 脚本：秦建日子
- 出演：南沢奈央、麻生祐未、柾木玲弥、遠藤憲一 他

ダブルトーン 〜2人のユミ〜 - 制作：佐世保映像社
- 放送日：6月29日 - 8月3日（全6回）
- 原作：梶尾真治「ダブルトーン」（平凡社）
- 脚本：山本あかり
- 出演：中越典子、黒谷友香、吉沢悠、友近 他

POWER GAME〜パワーゲーム〜 - 制作：さんばん
- 放送日：8月10日 - 9月28日（全8回）
- 作：山岡潤平
- 出演：小澤征悦、袴田吉彦、白石美帆 他

黒猫、ときどき花屋 - 制作：AX-ON
- 放送日：10月1日 - 11月19日（全8回）
- 作：鈴木しげき
- 出演：平愛梨、林遣都、谷原章介、梶原善、藤吉久美子 他

#### BS時代劇
火怨・北の英雄 アテルイ伝 - 制作：NHKエンタープライズ
- 放送日：1月11日 - 2月1日（全4回）
- 原作：高橋克彦「火怨 北の耀星アテルイ」（講談社文庫）
- 脚本：西岡琢也
- 出演：大沢たかお、北村一輝 他

妻は、くノ一 - 制作：NHKエンタープライズ
- 放送日：4月5日 - 5月24日（全8回）
- 原作：風野真知雄「妻は、くノ一」（角川文庫）
- 脚本：金子成人
- 出演：市川染五郎、瀧本美織 他

酔いどれ小籐次 - 制作：NHKエンタープライズ
- 放送日：6月21日 - 9月13日（全13回）
- 原作：佐伯泰英「御鑓拝借〜酔いどれ小籐次留書〜」（幻冬舎）
- 脚本：川上英幸、向井康介 他
- 出演：竹中直人、比嘉愛未、上地雄輔、鶴田真由 他

雲霧仁左衛門 - 制作：NHKエンタープライズ、松竹
- 放送日：10月4日 - 11月8日（全6回）
- 原作：池波正太郎「雲霧仁左衛門」（新潮文庫）
- 脚本：宮川一郎
- 出演：中井貴一、國村隼 他

#### プレミアムドラマ
忘れないで夢を〜漫画家やなせたかしと妻・暢（のぶ）〜 - 制作：NHKエンタープライズ
- 放送日：1月12日
- 脚本：戸田幸宏
- 出演：石田ひかり、鈴木一真 他

大分発プレミアムドラマ 今日も地獄でお待ちしています - 制作：NHK大分放送局
- 放送日：1月13日
- 脚本：荒井修子
- 出演：徳永えり、松方弘樹、銀粉蝶、宮川一朗太 他

歩く、歩く、歩く〜四国 遍路道〜 - 制作：NHK松山放送局
- 放送日：1月20日
- 脚本：渡辺千穂
- 出演：田中麗奈、いしだあゆみ、井上順、永山絢斗 他

命のあしあと - 制作：NHK宮崎放送局
- 放送日：1月27日
- 脚本：清水有生
- 出演：陣内孝則、高岡早紀、大地康雄 他

人生は“サイテーおやじ”から教わった〜漫画家・西原理恵子〜 - 制作：NHKエンタープライズ、テレビマンユニオン
- 放送日：2月10日
- 脚本：岡下慶仁
- 出演：松岡茉優、マキタスポーツ 他

ペコロス、母に会いに行く - 制作：東北新社
- 放送日：2月17日
- 脚本：青島武
- 出演：イッセー尾形 他

ただいま母さん - 制作：NHK大阪放送局
- 放送日：2月24日
- 作：櫻井智也
- 出演：南果歩、甲本雅裕、永山絢斗、草刈正雄 他

どくとるマンボウ ユーモア闘病記〜作家・北杜夫とその家族〜 - 制作：テレビマンユニオン
- 放送日：3月3日
- 脚本：坂田能成
- 出演：佐野史郎、羽田美智子、中越典子 他

神様のボート - 制作：ホリプロ、NHKエンタープライズ
- 放送日：3月10日 - 24日（全3回）
- 原作：江國香織「神様のボート」
- 脚本：源孝志
- 出演：宮沢りえ、藤木直人 他

小暮写眞館 - 制作：テレビマンユニオン
- 放送日：3月31日 - 4月21日（全4回）
- 原作：宮部みゆき
- 脚本：国井桂
- 出演：神木隆之介、成海璃子 他

真夜中のパン屋さん - 制作：NHKエンタープライズ
- 放送日：4月28日 - 6月16日（全8回）
- 原作：大沼紀子
- 脚本：寺田敏雄、李正姫
- 出演：滝沢秀明、桐山照史（関西ジャニーズJr.）、土屋太鳳、伊藤歩、六角精児、前田亜季、ムロツヨシ、ともさかりえ 他

かすてぃら - 制作：NHKエンタープライズ
- 放送日：7月7日 - 8月4日（全5回）
- 原作：さだまさし「かすてぃら 僕と親父の一番長い日」（小学館）
- 脚本：羽原大介
- 出演：遠藤憲一、西田尚美、大八木凱斗、佐々木すみ江 他

人生、成り行き 天才落語家・立川談志 - 制作：NHKエンタープライズ、スローハンド
- 放送日：8月11・18日（青春の巻・家元の巻）
- 脚本：木皿泉
- 出演：中山秀征、小出恵介、田中泯 他

ハードナッツ! 〜数学girlの恋する事件簿〜 - 制作：NHKエンタープライズ、東宝
- 放送日：10月20日 - 12月8日（全8回）
- 脚本：蒔田光治、山浦雅大
- 出演：橋本愛、高良健吾 他

#### 地域ドラマ
福岡発地域ドラマ スイーツ!〜嗚呼、甘き青春よ〜 - 制作：NHK福岡放送局
- 放送日：2月10日
- 脚本：大森美香
- 出演：桜庭ななみ、橋本愛、奥田恵梨華、川畑光瑠、もたいまさこ 他

千葉発地域ドラマ 菜の花ラインに乗りかえて〜Flowers for Another Life - 制作：NHK千葉放送局（公式サイト）
- 放送日：10月9日
- 作：真柴あずき
- 出演：吹石一恵、石黒賢、渡辺正行、片岡鶴太郎、浅田美代子、梅宮辰夫 他

大津発地域ドラマ 田上トパーズ! - 制作：NHK大津放送局（公式サイト）
- 放送日：12月11日
- 脚本：G2
- 出演：小木茂光、小島藤子、千原せいじ、中嶋朋子、ミッキー・カーチス 他

長崎発地域ドラマ 私の父はチャンポンマン - 制作：NHK長崎放送局（公式サイト）
- 放送日：12月18日
- 脚本：清水有生
- 出演：山口智充、荒川ちか、金子昇、山中聡、田中美里、石橋蓮司 他

### Eテレのテレビドラマ
ショートドラマ 高梨さん - 制作：NHKエンタープライズ、メディアプルポ
- 放送日：4月1日 - 8月12日（全20回）
- 原作：太田基之
- 脚本：喜安浩平
- 出演：池谷のぶえ 他

ぐいぐいゾンビ - 制作：AOI Pro.
- 放送日：4月11日 - 4月25日（全4回）
- 出演：ムロツヨシ 他

### 海外ドラマ
トンイ - 制作： 韓国MBC・Lydus Content Company
- 放送日：1月20日 - 2014年春予定（全60回）／総合テレビ
- 脚本：キム・イヨン
- 出演：ハン・ヒョジュ、チ・ジニ 他

ビクトリアス - 制作：ニコロデオン・ムービーズ
- 放送日：2012年10月10日 -
- 出演：ヴィクトリア・ジャスティス（CV：貫地谷しほり）他

## 日本テレビ系の主なテレビドラマ

### 水曜ドラマ
シェアハウスの恋人 - 制作：オフィスクレッシェンド
- 放送日：1月16日 - 3月13日（全9回）
- 脚本：水橋文美江、山岡真介
- 出演：水川あさみ、大泉洋、谷原章介 他

雲の階段
- 放送日：4月17日 - 6月19日（全10回）
- 原作：渡辺淳一「雲の階段」（講談社文庫）
- 脚本：寺田敏雄
- 出演：長谷川博己、稲森いずみ、木村文乃 他

Woman（公式サイト）
- 放送日：7月3日 - 9月11日（全11回）
- 脚本：坂元裕二
- 出演：満島ひかり、田中裕子、小栗旬、二階堂ふみ、鈴木梨央、小林薫 他

ダンダリン 労働基準監督官（公式サイト）
- 放送日：10月2日 - 12月11日（全11回）
- 原作：田島隆、作画：鈴木マサカズ「ダンダリン101」（講談社・モーニング）
- 脚本：秦建日子
- 出演：竹内結子、松坂桃李、風間俊介、佐野史郎、北村一輝 他

### 土曜ドラマ
泣くな、はらちゃん
- 放送日：1月19日 - 3月23日（全10回）
- 脚本：岡田惠和
- 出演：長瀬智也、麻生久美子、丸山隆平、忽那汐里、薬師丸ひろ子 他

35歳の高校生
- 放送日：4月13日 - 6月22日（全11回）
- 脚本：山浦雅大、高橋悠也
- 出演：米倉涼子、溝端淳平、片瀬那奈、升毅、横山めぐみ、榎木孝明、渡哲也 他

斉藤さん2（公式サイト）
- 放送日：7月13日 - 9月21日（全10回）
- 原作：小田ゆうあ「斉藤さん」（集英社クリエイティブ・月刊officeYOU）
- 脚本：土田英生
- 出演：観月ありさ、桐谷美玲、田辺誠一、瀬戸康史、酒井若菜、勝村政信、南果歩 他

東京バンドワゴン 下町大家族物語（公式サイト）
- 放送日：10月12日 - 12月14日（全10回）
- 原作：小路幸也「東京バンドワゴンシリーズ」（集英社）
- 脚本：大森美香
- 出演：亀梨和也、多部未華子、玉置浩二 他

### 木曜深夜

#### 木曜ミステリーシアター
お助け屋☆陣八 ※最終作品
- 放送日：1月10日 - 3月28日（全12回）
- 脚本：山岡真介 他
- 出演：宮川大輔、小泉孝太郎、しずちゃん（南海キャンディーズ）、有村架純、加藤茶 他

#### 木曜ドラマ
でたらめヒーロー ※第1回作品
- 放送日：4月4日 - 6月27日（全13回）
- 脚本：根津理香、徳永友一 他
- 出演：佐藤隆太、塚本高史、本仮屋ユイカ、小日向文世 他

町医者ジャンボ!!（公式サイト）
- 放送日：7月4日 - 9月26日（全13回）
- 原作：こしのりょう「町医者ジャンボ!!」（講談社・週刊現代）
- 脚本：深沢正樹 他
- 出演：眞木大輔、忽那汐里 他

ハクバノ王子サマ 純愛適齢期（公式サイト）
- 放送日：10月3日 - 12月26日（全13回）
- 原作：朔ユキ蔵「ハクバノ王子サマ」（小学館・ビッグコミックスピリッツ）
- 脚本：藤井清美
- 出演：優香、三浦貴大、中村俊介、新井浩文 他

### 土曜深夜ドラマ
心療中-in the Room-
- 放送日：1月12日 - 3月30日（全12回）
- 脚本：青柳祐美子
- 出演：稲垣吾郎、酒井美紀、浅野ゆう子 他

BAD BOYS J
- 放送日：4月6日 - 6月22日（全12回）
- 原作：田中宏「BADBOYS」（少年画報社「ヤングキングコミックス」）
- 脚本：渡辺啓、桑村さや香、根本ノンジ、三田卓人
- 出演：中島健人（Sexy Zone）、二階堂高嗣（Kis-My-Ft2）、橋本良亮（A.B.C-Z）、板野友美（AKB48）、橋本奈々未（乃木坂46）、トリンドル玲奈 他

仮面ティーチャー（公式サイト）
- 放送日：7月6日 - 9月28日（全12回）
- 原作：藤沢とおる「仮面ティーチャー」（集英社・ヤングジャンプ・コミックス）
- 脚本：山岡潤平
- 出演：藤ヶ谷太輔（Kis-My-Ft2）、大政絢、菊池風磨（Sexy Zone） 他

49（公式サイト）
- 放送日：10月5日 - 12月29日（全11回）
- 脚本：野島伸司
- 出演：佐藤勝利（Sexy Zone）、神宮寺勇太（ジャニーズJr.）、山本舞香、安井謙太郎（ジャニーズJr.）、野村麻純、紺野まひる 他

裁判長っ!おなか空きました!（公式サイト）
- 放送日：10月5日 - 2014年3月30日（全23回）
- 脚本：福田雄一
- 出演：北山宏光（Kis-My-Ft2）、佐藤二朗、戸次重幸 他

### スペシャルドラマ（日本テレビ）
金田一少年の事件簿 香港九龍財宝殺人事件
- 放送日：1月12日
- 原案：天樹征丸・原作：金成陽三郎「金田一少年の事件簿」（講談社・週刊少年マガジン）
- 脚本：天樹征丸
- 出演：山田涼介（Hey! Say! JUMP）、川口春奈、有岡大貴（Hey! Say! JUMP） 他

So long! - 制作：VAP
- 放送日：2月11日 - 13日（全3回）
- 原作：秋元康
- 脚本：桑村さや香
- 出演：AKB48（11日:チームA、12日:チームK、13日:チームB） 他

チープ・フライト
- 放送日：3月1日
- 脚本：樫田正剛
- 出演：竹内結子、向井理、桐谷美玲、加藤あい、船越英一郎 他

最悪の卒業式
- 放送日：3月23日
- 脚本：森ハヤシ
- 出演：風間俊介、臼田あさ美、錦織一清、吉沢亮 他

読売テレビ開局55年記念ドラマ 泣いたらアカンで通天閣 - 制作：読売テレビ
- 放送日：3月25日 - 27日（全3回）
- 原作：坂井希久子「泣いたらアカンで通天閣」（祥伝社）
- 脚本：霜田一寿
- 出演：木南晴夏、鈴木亮平、大杉漣 他

リバース〜警視庁捜査一課チームZ〜
- 放送日：4月5日※1月25日放送予定が諸事情により延期。
- 脚本：酒井直行
- 出演：松坂桃李、杏、池内博之 他

ST〜警視庁科学特捜班〜
- 放送日：4月10日
- 原作：今野敏
- 脚本：渡辺雄介
- 出演：藤原竜也、岡田将生 他

読売テレビ開局55年記念ドラマ 怪物 - 制作：読売テレビ
- 放送日：6月27日
- 原作：福田和代
- 脚本：森下直
- 出演：佐藤浩市、栗山千明、向井理、多部未華子、要潤 他

24時間テレビドラマスペシャル 今日の日はさようなら
- 放送日：8月24日
- 原作：幸和也「大空への旅立ち がんと闘いながらも夢見ていた未来」（文芸社）
- 脚本：橋部敦子
- 出演：大野智、深田恭子、三浦友和 他

人生がときめく片づけの魔法（公式サイト）
- 放送日：9月27日
- 原案：近藤麻理恵「人生がときめく片づけの魔法」（サンマーク出版）
- 脚本：渡辺千穂
- 出演：仲間由紀恵、夏菜、速水もこみち、倍賞美津子 他

### そのほか（日本テレビ）
フレネミー 〜どぶねずみの街〜
- 放送日：7月3日 - 9月18日（全12回）
- 脚本：樫田正剛
- 出演：NAOTO（EXILE）、SHOKICHI（EXILE） 他

## テレビ朝日系の主なテレビドラマ

### 水曜21時枠刑事ドラマ
相棒 Eleven - 制作：東映
- 放送日：2012年10月10日 - 2013年3月20日（全19回）
- 脚本：戸田山雅司 他
- 出演：水谷豊、成宮寛貴 他

遺留捜査（第3シリーズ） - 制作：東映
- 放送日：4月17日 - 6月12日（全9回）
- 脚本：大石哲也 他
- 出演：上川隆也、斉藤由貴、八嶋智人、西村雅彦、三宅裕司 他

警視庁捜査一課9係（第8シリーズ） - 制作：東映（公式サイト）
- 放送日：7月10日 - 9月11日（全10回）
- 脚本：深沢正樹 他
- 出演：渡瀬恒彦、井ノ原快彦 他

相棒 Season12 - 制作：東映
- 放送日：10月16日 - 2014年3月19日（全19回）
- 脚本：輿水泰弘 他
- 出演：水谷豊、成宮寛貴 他

### 木曜ミステリー
科捜研の女（第12シリーズ） - 制作：東映
- 放送日：1月10日 - 3月14日（全9回）
- 脚本：櫻井武晴 他
- 出演：沢口靖子、内藤剛志 他

刑事110キロ - 制作：東映
- 放送日：4月25日 - 6月13日（全8回）
- 脚本：石原武龍、尾西兼一 他
- 出演：石塚英彦、中村俊介、星野真里、竹下景子、高畑淳子 他

京都地検の女（第9シリーズ） - 制作：東映
- 放送日：7月18日 - 9月5日（全6回）
- 脚本：西岡琢也 他
- 出演：名取裕子、寺島進、大杉漣、益岡徹、蟹江敬三 他

科捜研の女（第13シリーズ） - 制作：東映（公式サイト）
- 放送日：10月17日 - 2014年3月13日（全16回）
- 脚本：櫻井武晴 他
- 出演：沢口靖子、内藤剛志 他

### 木曜ドラマ
おトメさん - 制作：MMJ
- 放送日：1月17日 - 3月14日（全9回）
- 脚本：井上由美子
- 出演：黒木瞳、相武紗季、郭智博、大地康雄、鈴木砂羽、石田純一 他

ダブルス〜二人の刑事 - 制作：MMJ
- 放送日：4月18日 - 6月13日（全9回）
- 脚本：尾崎将也
- 出演：坂口憲二、伊藤英明、夏菜、内田有紀 他

DOCTORS 2 最強の名医
- 放送日：7月11日 - 9月5日（全9回）
- 脚本：福田靖
- 出演：沢村一樹、高嶋政伸、比嘉愛未、野際陽子 他

ドクターX〜外科医・大門未知子〜（第2シリーズ）（公式サイト）
- 放送日：10月17日 - 12月19日（全9回）
- 脚本：中園ミホ 他
- 出演：米倉涼子、藤木直人、内田有紀、岸部一徳、三田佳子、西田敏行 他

### 金曜ナイトドラマ
信長のシェフ - 制作：東映
- 放送日：1月11日 - 3月15日（全9回）
- 原作：西村ミツル、作画：梶川卓郎（芳文社・週刊漫画TIMES）
- 脚本：深沢正樹、倉持裕
- 出演：玉森裕太（Kis-My-Ft2）、志田未来、及川光博 他

お天気お姉さん - 制作：MMJ
- 放送日：4月12日 - 6月7日（全9回）
- 脚本：大石静
- 出演：武井咲、大倉忠義、佐々木蔵之介 他

警部補 矢部謙三2 - 制作：東宝
- 放送日：7月5日 - 8月30日（全8回）
- 脚本：福田卓郎、高山直也
- 出演：生瀬勝久、池田鉄洋、畠山彩奈、相島一之、姜暢雄、大和田伸也 他

都市伝説の女 Part2 - 制作：MMJ（公式サイト）
- 放送日：10月11日 - 11月22日（全7回）
- 脚本：後藤法子 他
- 出演：長澤まさみ、溝端淳平、平山浩行、竹中直人 他

### スーパーヒーロータイム
仮面ライダーウィザード - 制作：東映、ADK
- 放送日：2012年9月2日 - 2013年9月29日（全53回）
- 原作：石ノ森章太郎（石森章太郎プロ）
- 脚本：きだつよし 他
- 出演：白石隼也、奥仲麻琴、永瀬匡、戸塚純貴、高山侑子、小倉久寛 他

獣電戦隊キョウリュウジャー - 制作：東映、東映エージェンシー
- 放送日：2013年2月17日 - 2014年2月9日（全48回）
- 原作：八手三郎
- 脚本：三条陸
- 出演：竜星涼、斉藤秀翼、金城大和、塩野瑛久、今野鮎莉、丸山敦史 他

仮面ライダー鎧武 - 制作：東映、ADK（公式サイト）
- 放送日：10月6日 - 2014年9月28日（全47回）
- 原作：石ノ森章太郎（石森章太郎プロ）
- 脚本：虚淵玄
- 出演：佐野岳、小林豊、高杉真宙、志田友美、久保田悠来 他

### BS朝日のテレビドラマ
非公認戦隊アキバレンジャー シーズン痛 - 制作：東映、東映エージェンシー
- 放送日：4月5日 - 6月28日（全13回）
- 脚本：荒川稔久
- 出演：和田正人、澤田汐音、荻野可鈴 他

第29回ATP賞テレビグランプリ2012 ドラマ部門 最優秀賞 受賞記念 スペシャルドラマ 王様の家（公式サイト）
- 放送日：9月23日
- 脚本：樫田正剛
- 出演：市村正親、岡田奈々、要潤、佐津川愛美、吉岡澪皇、風間杜夫 他

### スペシャルドラマ（テレビ朝日）
テレビ朝日開局55周年記念 黒澤明ドラマスペシャル 野良犬
- 放送日：1月19日
- 原作：黒澤プロダクション・映画『野良犬』より
- 脚本：黒澤明、菊島隆三
- 出演：江口洋介、広末涼子、中村獅童、柄本佑 他

メ〜テレ50周年特別ドラマ ゆりちかへ ママからの伝言 - 制作：メ〜テレ
- 放送日：1月26日
- 原作：テレニン晃子「ゆりちかへ ママからの伝言」（書肆侃侃房）
- 脚本：吉澤智子
- 出演：常盤貴子、田辺誠一、中村ゆり、片平なぎさ、柴俊夫、泉谷しげる、十朱幸代 他

開局55周年記念ドラマスペシャル 最も遠い銀河
- 放送日：2月2・3日（2夜連続）
- 原作：白川道「最も遠い銀河」（幻冬舎）
- 脚本：龍居由佳里
- 出演：三浦友和、蒼井優、小西真奈美、伊藤英明 他

テレビ朝日開局55周年記念 ドラマスペシャル 上意討ち〜拝領妻始末 - 制作：東映
- 放送日：2月9日
- 原作：滝口康彦「拝領妻始末」
- 脚本：橋本忍
- 出演：田村正和、仲間由紀恵 他

必殺仕事人2013 - 制作：朝日放送、松竹
- 放送日：2月17日
- 脚本：寺田敏雄
- 出演：東山紀之、松岡昌宏、田中聖、和久井映見、里見浩太朗 他

ドラマスペシャル SP〜警視庁警護課III - 制作：東映
- 放送日：4月27日
- 脚本：西岡琢也
- 出演：渡瀬恒彦、賀来千香子、高畑淳子 他

ドラマスペシャル 味いちもんめ - 制作：東映
- 放送日：5月11日
- 原作：倉田よしみ・原案：あべ善太・シナリオ：福田幸江「味いちもんめ」（小学館・ビッグコミックスペリオール）
- 脚本：両沢和幸
- 出演：中居正広、小林稔侍、山本裕典、貫地谷しほり、野際陽子 他

土曜ワイド劇場特別企画 スペシャリスト - 制作：東映
- 放送日：5月18日
- 脚本：戸田山雅司
- 出演：草彅剛、南果歩、芦名星、佐戸井けん太、平岡祐太、大杉漣 他

ドラマスペシャル DOCTORS〜最強の名医〜
- 放送日：6月1日
- 脚本：福田靖
- 出演：沢村一樹、高嶋政伸、比嘉愛未、野際陽子 他

ドラマスペシャル 濃姫II〜戦国の女たち
- 放送日：6月23日
- 脚本：後藤法子
- 出演：観月ありさ、城田優、比嘉愛未、余貴美子 他

ドラマスペシャル だましゑ歌麿III - 制作：松竹
- 放送日：7月27日
- 原作：高橋克彦「かげゑ歌麿」（文藝春秋）
- 脚本：古田求
- 出演：水谷豊、中村橋之助、岸部一徳、古谷一行 他

ドラマスペシャル 二十四の瞳 - 制作：松竹
- 放送日：8月4日
- 原作：壺井栄「二十四の瞳」（新潮社）
- 脚本：龍居由佳里
- 出演：松下奈緒、玉山鉄二、吉行和子、中村梅雀、柄本明 他

ドラマスペシャル いねむり先生 - 制作：ホリプロ（公式サイト）
- 放送日：9月15日
- 原作：伊集院静「いねむり先生」（集英社）
- 脚本：源孝志
- 出演：藤原竜也、西田敏行 他

ドラマスペシャル 特捜最前線2013〜7頭の警察犬 - 制作：東映（公式サイト）
- 放送日：9月29日
- 脚本：長坂秀佳
- 出演：上川隆也、石黒賢、平岳大、平山祐介、渡部豪太、笹野高史、小林稔侍 他

ドラマスペシャル 事件救命医〜IMATの奇跡〜 - 制作：MMJ（公式サイト）
- 放送日：10月6日
- 脚本：林宏司
- 出演：玉木宏、田中圭、貫地谷しほり、水野美紀、高橋克典 他

ドラマスペシャル 遺留捜査 - 制作：東映（公式サイト）
- 放送日：11月10日
- 脚本：大石哲也
- 出演：上川隆也、斉藤由貴、八嶋智人、西村雅彦、三宅裕司 他

土曜ワイド劇場特別企画 冤罪死刑 - 制作：東映（公式サイト）
- 放送日：11月23日
- 原作：緒川怜「冤罪死刑」（講談社刊）
- 脚本：吉本昌弘
- 出演：椎名桔平、財前直見 他

テレビ朝日開局55周年記念 二夜連続ドラマスペシャル オリンピックの身代金（公式サイト）
- 放送日：11月30日、12月1日（2夜連続）
- 原作：奥田英朗「オリンピックの身代金（上・下）」（角川文庫）
- 脚本：東本陽七、七橋斗司夫
- 出演：竹野内豊、松山ケンイチ 他

HTBスペシャルドラマ 別に普通の恋（公式サイト） - 制作：北海道テレビ放送
- 放送日：12月14日
- 脚本：前田司郎
- 出演：金子貴俊、安藤聖、小林きな子、福田麻由子、小島達子、藤田弓子、きたろう 他

### そのほか（テレビ朝日）
甘王の共感スクール
- 放送日：4月2日 - 9月24日
- 原作：「GIRL'S TALK」（サイバーエージェント提供）
- 演出・構成：鈴木おさむ
- 出演：安藤龍、伊吹拓磨、桐生春人、九條剣斗、皇山明希、瀬名海斗 他

おとりよせ王子 飯田好実 - 制作：メ〜テレ
- 放送日：4月27日 - 7月6日（全10回）
- 原作：高瀬志帆「おとりよせ王子 飯田好実」（月刊コミックゼノン）
- 脚本：大歳倫弘
- 出演：近江陽一郎、青山倫子、山下リオ、塚地武雅（ドランクドラゴン）、虻川美穂子（北陽） 他

ガールズトーク 薔薇組（公式サイト）
- 放送日：10月1日 - 2014年3月25日（全25回）
- 原作：「GIRL'S TALK」（サイバーエージェント提供）
- 演出・構成：鈴木おさむ
- 出演：楠世蓮、林玲奈、小森真理子、利麗 他

## TBS系の主なテレビドラマ

### 月曜8時

#### パナソニック ドラマシアター
ハンチョウ6〜警視庁安積班〜 - 制作：ドリマックス・テレビジョン ※最終作品
- 放送日：1月14日 - 3月18日（全10回）
- 原作：今野敏「神南署安積班」「安積班シリーズ」(ハルキ文庫)
- 脚本：大川俊道 他
- 出演：佐々木蔵之介、比嘉愛未、小澤征悦、福士誠治、高島礼子、橋爪功、里見浩太朗 他

#### 月曜ミステリーシアター
確証〜警視庁捜査3課 ※第1回作品
- 放送日：4月15日 - 6月24日（全11回）
- 原作：今野敏「確証」(双葉社)
- 脚本：森下直 他
- 出演：高橋克実、榮倉奈々 他

名もなき毒（公式サイト）
- 放送日：7月8日 - 9月16日（全11回）
- 原作：宮部みゆき「誰か Somebody」「名もなき毒」(文春文庫)
- 脚本：神山由美子
- 出演：小泉孝太郎、深田恭子、真矢みき 他

刑事のまなざし（公式サイト）
- 放送日：10月7日 - 12月16日（全11回）
- 原作：薬丸岳「刑事のまなざし」(講談社文庫)
- 脚本：岩下悠子、大石哲也
- 出演：椎名桔平、要潤、北村有起哉、松重豊 他

### 木曜ドラマ9
あぽやん〜走る国際空港 - 制作：オフィスクレッシェンド
- 放送日：1月17日 - 3月21日（全10回）
- 原作：新野剛志「あぽやん」「恋する空港 あぽやん2」（文藝春秋）
- 脚本：関えり香、泉澤陽子
- 出演：伊藤淳史、桐谷美玲、山本裕典、貫地谷しほり、柳葉敏郎 他

潜入探偵トカゲ
- 放送日：4月18日 - 6月20日（全10回）
- 脚本：橋本裕志
- 出演：松田翔太、松岡昌宏、蓮佛美沙子 他

ぴんとこな
- 放送日：7月18日 - 9月19日（全10回）
- 原作：嶋木あこ「ぴんとこな」（小学館「Cheese!」連載）
- 脚本：髙橋麻紀
- 出演：玉森裕太（Kis-My-Ft2）、中山優馬（NYC）、川島海荷 他

夫のカノジョ - 制作：ホリプロ（公式サイト）
- 放送日：10月24日 - 12月12日（全8回）
- 原作：垣谷美雨「夫の彼女」（双葉社）
- 脚本：江頭美智留
- 出演：川口春奈、鈴木砂羽、鈴木福、田辺誠一 他

### 金曜ドラマ
夜行観覧車 - 制作：ドリマックス・テレビジョン
- 放送日：1月18日 - 3月22日（全10回）
- 原作：湊かなえ「夜行観覧車」（双葉社）
- 脚本：奥寺佐渡子、清水友佳子
- 出演：鈴木京香、石田ゆり子、宮迫博之、夏木マリ、高橋克典 他

TAKE FIVE〜俺たちは愛を盗めるか〜
- 放送日：4月19日 - 6月21日（全10回）
- 原案・脚本：櫻井武晴
- 脚本：藤井清美、丑尾健太郎
- 出演：唐沢寿明、松雪泰子、松坂桃李、倍賞美津子、稲垣吾郎 他

なるようになるさ。（公式サイト）
- 放送日：7月12日 - 9月20日（全11回）
- 作：橋田壽賀子
- 出演：舘ひろし、浅野温子、志田未来、安田章大（関ジャニ∞）、紺野まひる、泉ピン子 他

クロコーチ（公式サイト）
- 放送日：10月11日 - 12月13日（全10回）
- 原作：リチャード・ウー、コウノコウジ「クロコーチ」（日本文芸社・週刊漫画ゴラク)
- 脚本：いずみ吉紘
- 出演：長瀬智也、剛力彩芽、渡部篤郎 他

### 日曜劇場
とんび
- 放送日：1月13日 - 3月17日（全10回）
- 原作：重松清「とんび」（角川文庫）
- 脚本：森下佳子
- 出演：内野聖陽、佐藤健、常盤貴子 他

空飛ぶ広報室
- 放送日：4月14日 - 6月23日（全11回）
- 原作：有川浩「空飛ぶ広報室」（幻冬舎）
- 脚本：野木亜紀子
- 出演：新垣結衣、綾野剛、柴田恭兵 他

半沢直樹
- 放送日：7月7日 - 9月22日（全10回）
- 原作：池井戸潤「オレたちバブル入行組」「オレたち花のバブル組」（文春文庫）
- 脚本：八津弘幸
- 出演：堺雅人、上戸彩、香川照之 他

安堂ロイド〜A.I. knows LOVE?〜
- 放送日：10月13日 - 12月15日（全10回）
- 脚本：西荻弓絵
- 出演：木村拓哉、柴咲コウ 他

### ドラマNEO
終電バイバイ
- 放送日：1月14日 - 3月18日（全10回）
- 脚本：岩井秀人、平田研也 他
- 出演：濱田岳、谷中敦（東京スカパラダイスオーケストラ） 他

放課後グルーヴ
- 放送日：4月22日 - 6月24日（全10回）
- 脚本・監督：飯塚健
- 出演：高梨臨、余貴美子、大和田伸也 他

天魔さんがゆく
- 放送日：7月15日 - 9月23日（全10回）
- 脚本：福田雄一
- 出演：堂本剛、川口春奈、皆川猿時 他

変身インタビュアーの憂鬱（公式サイト）
- 放送日：10月21日 - 12月23日（全10回）
- 脚本・監督：三木聡
- 出演：中丸雄一、木村文乃 他

### MBS制作・TBS系深夜ドラマ
コドモ警視
- 放送日：1月24日 - 3月28日（全10回）
- 脚本：福田雄一、ますもとたくや
- 出演：マリウス葉（Sexy Zone）、浜野謙太、釈由美子 他

タンクトップファイター
- 放送日：4月25日 - 6月20日（全9回）
- 脚本：山岡潤平 他
- 出演：小野恵令奈、川島海荷 他

悪霊病棟
- 放送日：7月18日 - 9月26日（全10回）
- 脚本：鶴田法男、鈴木謙一 他
- 出演：夏帆 他

彼岸島（公式サイト）
- 放送日：10月24日 - 12月26日（全10回）
- 原作：松本光司「彼岸島」（講談社・週刊ヤングマガジン）
- 脚本：NAKA雅MURA
- 出演：白石隼也、鈴木亮平 他

### スペシャルドラマ (TBS)
ダブルフェイス 偽装警察編 - 制作：TBS・WOWOW
- 放送日：1月5日（地上波初放送）
- 脚本：羽原大介
- 出演：西島秀俊、香川照之、和久井映見、蒼井優、小日向文世 他

ATARUスペシャル〜ニューヨークからの挑戦状!!〜
- 放送日：1月6日
- 脚本：櫻井武晴
- 出演：中居正広、栗山千明、北村一輝 他

おふくろ先生の診療日記5 - 制作：毎日放送・TBS
- 放送日：3月4日
- 脚本：金子俊夫
- 出演：泉ピン子、佐藤藍子、田中要次、赤井沙希、北村総一朗 他

母。わが子へ - 制作：毎日放送
- 放送日：3月31日
- 脚本：井沢満
- 出演：仲村トオル、八千草薫、玉山鉄二、紺野まひる、朝倉あき 他

猫弁と透明人間
- 放送日：4月22日
- 原作：大山淳子「猫弁と透明人間」（講談社）
- 脚本：大山淳子
- 出演：吉岡秀隆、杏 他

渡る世間は鬼ばかり2013年2時間スペシャル
- 放送日:5月27日（前編）、6月3日（後編）
- 脚本：橋田壽賀子
- 出演：宇津井健、泉ピン子、長山藍子、中田喜子、野村真美、藤田朋子 他

ドラマ特別企画 居酒屋もへじ2-あなたとわたし-（公式サイト）
- 放送日：8月5日
- 脚本：黒土三男
- 出演：水谷豊、若尾文子、岸本加世子、奈良岡朋子 他

テレビ未来遺産“終戦”特別企画 報道ドラマ 生きろ 〜戦場に残した伝言〜
- 放送日：8月7日
- 脚本：土城温美
- 出演：緒形直人、的場浩司、西郷輝彦、石橋凌 他

日本・ベトナム国交樹立40周年スペシャルドラマ The Partner 〜愛しき百年の友へ〜 - 制作： ベトナムVTV（公式サイト）
- 放送日：9月29日
- 脚本：谷口純一郎
- 出演：東山紀之、ファン・フィン・ドン、武井咲、グェン・ラン・フォン、芦田愛菜 ほか

スペシャルドラマ 月に祈るピエロ - 制作：中部日本放送（公式サイト）
- 放送日：10月5日
- 脚本：北川悦吏子
- 出演：常盤貴子、谷原章介 他

SPEC〜零〜
- 放送日：10月23日
- 脚本：西荻弓絵
- 出演：戸田恵梨香、加瀬亮 他

秋のドラマ特別企画 命〜天国のママへ〜 - 制作：MBS
- 放送日：11月11日
- 作：井沢満
- 出演：萩原聖人、木村多江、谷花音、矢田亜希子、津川雅彦 他

TBS BS-TBS 共同制作 平成25年度文化庁芸術祭参加作品 ドラマ特別企画 時計屋の娘 - 制作：BS-TBS
- 放送日：11月18日
- 脚本：池端俊策
- 出演：沢尻エリカ、國村隼 他

平成25年度文化庁芸術祭参加 テレビ未来遺産 ドラマ特別企画 こうのとりのゆりかご〜「赤ちゃんポスト」の6年間と救われた92の命の未来〜
- 放送日：11月25日
- 脚本：松本美弥子
- 出演：薬師丸ひろ子、佐々木蔵之介 他

恋
- 放送日：12月16日
- 原作：小池真理子「恋」
- 脚本：源孝志
- 出演：石原さとみ、井浦新、田中麗奈 他

### BS-TBSのテレビドラマ
神様のイタズラ - 制作：ソニー・ミュージックアーティスツ
- 放送日：2月4日 - 2月25日（全4回）
- 脚本：渡辺千穂
- 出演：久保田紗友 他

BS-TBSスペシャル時代劇 臥竜の天〜伊達政宗 独眼竜と呼ばれた男〜 - 制作：C.A.L（公式サイト）
- 放送日：3月9日
- 原作：火坂雅志「臥竜の天」（祥伝社文庫）
- 脚本：尾西兼一
- 出演：椎名桔平、榎木孝明、秋吉久美子、伊武雅刀、津川雅彦 他

### そのほか (TBS)
マルチ目線で恋したい!〜運命の出会いまで〜 - 制作：毎日放送
- 放送日：1月12日 - 2月2日（全4回）
- 脚本：三浦有為子

永沢君（公式サイト）
- 放送日：4月1日 - 9月30日（全101回）
- 原作：さくらももこ『永沢君』（小学館『月刊IKKI』）
- 出演：劇団ひとり、金田哲（はんにゃ）、大島美幸（森三中）、ウエンツ瑛士、箕輪はるか（ハリセンボン）、皆藤愛子 他

クロユリ団地 〜序章〜
- 放送日：4月9日 - 6月25日（全12回）
- 脚本：加藤淳也、三宅隆太
- 出演：駿河太郎 他

ムッシュ!
- 放送日：4月17日 - 6月19日（全10回）
- 脚本：大浜直樹 他
- 出演：KEIJI（EXILE）、町田啓太（劇団EXILE）、坂田梨香子、春川恭亮（劇団EXILE）、磯村洋祐（劇団EXILE）、阿南健治 他

ぶっせん
- 放送日：7月16日 - 9月24日（全10回）
- 原作：三宅乱丈「ぶっせん」（太田出版）
- 脚本：渡辺啓 他
- 出演：吉沢亮 他

超絶☆絶叫ランド - 制作：中部日本放送
- 放送日：7月17日 - 9月25日（全10回）
- 脚本：吹原幸太、山田篤宏
- 出演：SUPER☆GiRLS 他

## テレビ東京系の主なテレビドラマ

### ソコアゲ★ナイト（水曜日）
めしばな刑事タチバナ
- 放送日：4月10日 - 7月3日（全12回）
- 原作：坂戸佐兵衛・旅井とり「めしばな刑事タチバナ」（徳間書店「週刊アサヒ芸能」連載）
- 脚本：田口佳宏 他
- 出演：佐藤二朗 他

孤独のグルメ Season3
- 放送日：7月10日 - 9月25日（全12回）
- 原作：久住昌之・谷口ジロー「孤独のグルメ」（扶桑社「SPA!」連載）
- 脚本：田口佳宏 他
- 出演：松重豊 他

### 金曜8時のドラマ
刑事吉永誠一 涙の事件簿 - 制作：ホリプロ ※第1回作品
- 放送日：10月11日 - 12月13日（全9回）
- 原作：黒川博行
- 出演：船越英一郎、小泉孝太郎 他

### ドラマ24
まほろ駅前番外地
- 放送日：1月11日 - 3月29日（全12回）
- 原作：三浦しをん「まほろ駅前多田便利軒」「まほろ駅前番外地」（文藝春秋）
- 脚本：大根仁 他
- 出演：瑛太、松田龍平 他

みんな!エスパーだよ!
- 放送日：4月12日 - 7月5日（全12回）
- 原作：若杉公徳「みんな!エスパーだよ!」（講談社・週刊ヤングマガジン）
- 脚本：田中眞一 他
- 出演：染谷将太、夏帆、真野恵里菜 他

リミット（公式サイト）
- 放送日：7月12日 - 9月27日（全12回）
- 原作：すえのぶけいこ『リミット』（講談社「別冊フレンド」）
- 脚本：清水友佳子、山岡潤平
- 出演：桜庭ななみ、土屋太鳳、工藤綾乃、山下リオ 他

殺しの女王蜂（公式サイト）
- 放送日：10月4日 - 12月20日（全12回）
- 脚本：根本ノンジ、横幕智裕
- 出演：モデルガールズ 他

### 金曜深夜ドラマ
ミエリーノ柏木
- 放送日：1月11日 - 3月29日（全12回）
- 原作：秋元康
- 脚本：タカハタ秀太
- 出演：柏木由紀（AKB48）、佐野史郎、今野浩喜（キングオブコメディ） 他

牙狼＜GARO＞〜闇を照らす者〜（公式サイト）
- 放送日：4月5日 - 9月20日（全25回）
- 原作：雨宮慶太
- 脚本：江良至 他
- 出演：栗山航、青木玄徳、池田純矢 他

ヴァンパイア・ヘヴン（公式サイト）
- 放送日：4月12日 - 7月5日（全12回）
- 脚本：瀬田なつき 他
- 出演：大政絢、本田翼、平岡祐太 他

たべるダケ（公式サイト）
- 放送日：7月12日 - 9月27日（全12回）
- 原作：高田サンコ「たべるダケ」（小学館・月刊!スピリッツ）
- 脚本：北川亜矢子、一雫ライオン
- 出演：後藤まりこ 他

ノーコン・キッド 〜ぼくらのゲーム史〜
- 放送日：10月4日 - 12月20日（全12回）
- 原案：佐藤大
- 脚本：佐藤大、石山英憲、上田誠、森ハヤシ、前田司郎
- 出演：田中圭、波瑠、浜野謙太、佐藤二朗 他

衝撃ゴウライガン!!（公式サイト）
- 放送日：10月4日 - 12月27日（全13回）
- 原作：雨宮慶太
- 脚本：井上敏樹
- 出演：新川優愛、加藤貴宏、標永久、廣瀬智紀、粕谷奈美、山本匠馬、麻丘めぐみ 他

### 土曜深夜ドラマ
リアル脱出ゲーム密室美少女
- 放送日：7月20日 - 9月28日（全11回）
- 出演：荒井萌、伊藤梨沙子、小山莉奈、橋本詩奈、水谷果穂 他

東京トイボックス - 制作：ホリプロ（公式サイト）
- 放送日：10月5日 - 12月21日（全12回）

- 原作 - うめ
- 脚本 - 徳永友一、山岡真介、服部隆志
- 出演 - 要潤、宇野実彩子、福士誠治 他

### スペシャルドラマ（テレビ東京）
大原麗子没後3年ドラマスペシャル 女優 麗子〜炎のように - 制作：国際放映
- 放送日：3月6日
- 原作：前田忠明「大原麗子 炎のように」（青志社刊）
- 脚本：清水曙美
- 出演：内山理名、徳重聡、田代万里生、高橋惠子、瀬奈じゅん、杉浦太陽、みのもんた 他

ヒューマンドラマスペシャル ぱじ〜ジイジと孫娘の愛情物語〜 - 制作：MMJ
- 放送日：3月27日
- 原作：村上たかし（集英社ヤングジャンプ愛蔵版コミックス）
- 脚本：末安正子
- 出演：伊東四朗、小林星蘭、井上真央、伊武雅刀、吉行和子 他

終電ごはん
- 放送日：7月1日
- 原案：梅津有希子、高谷亜由「終電ごはん」（幻冬舎）
- 脚本：岩井秀人
- 出演：若林正恭（オードリー）、酒井若菜、佐藤仁美

ドラマスペシャル 明日のマドレーヌ
- 放送日：7月27日
- 原作：洲崎澪「最後のマドレーヌ」（宝島社）
- 脚本：森田剛行
- 出演：宮﨑香蓮、斉藤由貴、榎木孝明、朝倉あき、金子昇 他

テレビ愛知開局30周年記念ドラマ スケート靴の約束 - 制作：テレビ愛知、電通、テレパック
- 放送日：12月25日
- 脚本：鎌田敏夫
- 出演：安田成美、別所哲也、本田望結、小芝風花、かたせ梨乃 他

#### 新春ワイド時代劇
白虎隊〜敗れざる者たち - 制作：ユニオン映画
- 放送日：1月2日
- 脚本：ジェームス三木
- 出演：北大路欣也、黒木瞳、国仲涼子、伊藤英明、小林稔侍、岸谷五朗 他

### BSジャパンのテレビドラマ
佐藤家の朝食、鈴木家の夕食 - 制作：ROBOT
- 放送日：1月28日
- 脚本：村上桃子
- 出演：山﨑賢人、小林涼子、ちはる、つみきみほ、藤井宏之、三浦誠己、池田政典 他

ドラマスペシャル「この世で俺/僕だけ」TV版 - 制作：ROBOT
- 放送日：3月31日
- 脚本：松瀬研祐
- 出演：マキタスポーツ、池松壮亮、佐野史郎、野間口徹 他

黒い報告書 女と男の事件ファイルIII「誤解」 - 制作：イースト・エンタテインメント
- 放送日：7月6日
- 脚本：日比野ひとし
- 出演：石黒賢、酒井法子、北川弘美 他

### そのほか（テレビ東京）
浪速伝説トライオー - 制作：テレビ大阪
- 放送日：1月5日 - 3月30日

Friend-Ship Project 第10弾 〜30年目の結婚式〜
- 放送日：2月1日 - 2月15日
- 出演：柄本佑、黒川芽以、佐々木和徳、北見敏之、松原智恵子 他

終電ごはん（公式サイト）
- 放送日：10月7日 - 28日（全4回）
- 原案：梅津有希子、高谷亜由「終電ごはん」（幻冬舎）
- 脚本：岩井秀人
- 出演：若林正恭、酒井若菜、佐藤仁美

## フジテレビ系の主なテレビドラマ
Wrapping Love（北海道文化放送）
- 放送日：11月18日 - 12月23日（全6回）

めんたいぴりり - 制作：テレビ西日本
- 放送日：8月3日、8月5日 - 8月29日（全17回）
- 原作:川原健 『明太子をつくった男 〜ふくや創業者・川原俊夫の人生と経営〜』(海鳥社)
- 脚本:東憲司
- 出演：博多華丸・大吉、富田靖子、光石研、野村宏伸、斉藤優、井上佳子

### 月曜9時
ビブリア古書堂の事件手帖
- 放送日：1月14日 - 3月25日（全11回）
- 原作：三上延「ビブリア古書堂の事件手帖シリーズ」（メディアワークス文庫）
- 脚本：相沢友子 他
- 出演：剛力彩芽、AKIRA、高橋克実 他

ガリレオ（第2シリーズ）
- 放送日：4月15日 - 6月24日（全11回）
- 原作：東野圭吾「ガリレオの苦悩」「聖女の救済」「虚像の道化師 ガリレオ7」「禁断の魔術 ガリレオ8」（文藝春秋）
- 脚本：福田靖
- 出演：福山雅治、吉高由里子、澤部佑（ハライチ）、渡辺いっけい 他

SUMMER NUDE
- 放送日：7月8日 - 9月16日（全11回）
- 脚本：金子茂樹
- 出演：山下智久、香里奈、戸田恵梨香 他

海の上の診療所
- 放送日：10月14日 - 12月23日（全11回）
- 脚本：徳永友一
- 出演：松田翔太、武井咲 他

### 火曜9時
LAST HOPE
- 放送日：1月15日 - 3月26日（全11回）
- 脚本：浜田秀哉
- 出演：相葉雅紀、多部未華子、田辺誠一、北村有起哉、桜庭ななみ、平田満、髙嶋政宏、小日向文世 他

鴨、京都へ行く。-老舗旅館の女将日記- - 制作：東映
- 放送日：4月9日 - 6月18日（全11回）
- 脚本：森ハヤシ、酒井正秋
- 出演：松下奈緒、椎名桔平、若村麻由美、笹野高史、伊武雅刀、市毛良枝、松平健、かたせ梨乃 他

救命病棟24時（第5シリーズ）
- 放送日：7月9日 - 9月10日（全10回）
- 脚本：飯野陽子 他
- 出演：松嶋菜々子、時任三郎、佐々木蔵之介 他

ミス・パイロット
- 放送日：10月15日 - 12月24日（全13回）
- 脚本：櫻井剛
- 出演：堀北真希、相武紗季、斎藤工、岩城滉一 他

### 関西テレビ制作・火曜10時
サキ - 制作：MMJ
- 放送日：1月8日 - 3月19日（全11回）
- 脚本：渡辺千穂
- 出演：仲間由紀恵、三浦翔平、内田有紀、萩原聖人、石黒英雄、高嶋政伸 他

幽かな彼女
- 放送日：4月9日 - 6月18日（全11回）
- 脚本：古家和尚
- 出演：香取慎吾、杏、前田敦子、髙嶋政宏、真矢みき 他

スターマン・この星の恋 - 制作：ホリプロ（公式サイト）
- 放送日：7月9日 - 9月10日（全10回）
- 脚本：岡田惠和
- 出演：広末涼子、福士蒼汰、吉行和子、國村隼 他

よろず占い処 陰陽屋へようこそ - 制作：共同テレビ
- 放送日：10月8日 - 12月17日（全11回）
- 原作：天野頌子「陰陽屋シリーズ」（ポプラ社）
- 脚本：黒岩勉
- 出演：錦戸亮、倉科カナ、知念侑李（Hey! Say! JUMP）、柏木由紀、南野陽子、杉良太郎 他

### 水曜10時
家族ゲーム  - 制作：共同テレビ ※第1回作品
- 放送日：4月17日 - 6月19日（全10回）
- 脚本：武藤将吾
- 出演：櫻井翔、神木隆之介、忽那汐里、浦上晟周、板尾創路、鈴木保奈美 他

ショムニ2013 - 制作：共同テレビ
- 放送日：7月10日 - 9月18日（全10回）
- 脚本：丑尾健太郎 他
- 出演：江角マキコ、ベッキー、本田翼、安藤サクラ、森カンナ、堀内敬子 他

リーガルハイ（第2シリーズ）
- 放送日：10月9日 - 12月18日（全9回）
- 脚本：古沢良太
- 出演：堺雅人、新垣結衣、岡田将生、里見浩太朗 他

### 木曜劇場
最高の離婚
- 放送日：1月10日 - 3月21日（全11回）
- 脚本：坂元裕二
- 出演：瑛太、尾野真千子、真木よう子、綾野剛 他

ラスト♡シンデレラ
- 放送日：4月11日 - 6月20日（全11回）
- 脚本：中谷まゆみ
- 出演：篠原涼子、三浦春馬、藤木直人 他

Oh,My Dad!!
- 放送日：7月11日 - 9月19日（全11回）
- 脚本：安達奈緒子
- 出演：織田裕二、田中奏生、長谷川京子、八嶋智人、鈴木杏樹 他

独身貴族
- 放送日：10月10日 - 12月19日（全11回）
- 脚本：佐藤嗣麻子
- 出演：草彅剛、北川景子、伊藤英明 他

### 金曜ドラマ
家族の裏事情 - 制作：共同テレビ
- 放送日：10月25日 - 12月13日（全8回）
- 脚本：武井彩
- 出演：財前直見、沢村一樹 他

### ドラマチック・サンデー
dinner - 制作：共同テレビ ※最終作品
- 放送日：1月13日 - 3月24日（全11回）
- 脚本：黒岩勉 他
- 出演：江口洋介、倉科カナ、ユースケ・サンタマリア 他

### 土ドラ
カラマーゾフの兄弟 - 制作：共同テレビ
- 放送日：1月12日 - 3月23日（全11回）
- 原作：フョードル・ドストエフスキー「カラマーゾフの兄弟」
- 脚本：旺季志ずか 他
- 出演：市原隼人、斎藤工、林遣都、吉田鋼太郎 他

間違われちゃった男
- 放送日：4月13日 - 6月22日（全11回）
- 脚本：宅間孝行
- 出演：古田新太、中丸雄一 他

山田くんと7人の魔女 - 制作：共同テレビ
- 放送日：8月10日 - 9月28日（全8回）
- 原作：吉河美希「山田くんと7人の魔女」（講談社・週刊少年マガジン）
- 脚本：小川真
- 出演：西内まりや、山本裕典 他

ハニー・トラップ - 制作：The icon
- 放送日：10月19日 - 12月21日（全10回）
- 脚本：山岡潤平
- 出演：AKIRA、小澤征悦、内山理名、池内博之、高嶋政伸、仲間由紀恵 他

### 東海テレビ制作昼ドラマ
モメる門には福きたる - 制作：テレパック
- 放送日：1月7日 - 3月29日（全60回）
- 脚本：江頭美智留、真野勝成、龍田力
- 出演：白石美帆、中村玉緒 他

白衣のなみだ - 制作：国際放映
- 放送日：4月1日 - 6月28日（3シリーズ / 全65回）
- 原作：谷村志穂「余命」（新潮文庫）
- 脚本：古林実夏、金谷祐子 他
- 出演：水野美紀、平山あや、石黒英雄 他

明日の光をつかめ -2013夏- - 制作：MMJ
- 放送日：7月1日 - 8月30日（全45回）
- 脚本：清水有生
- 出演：須田アンナ、渡辺いっけい 他

潔子爛漫〜きよこらんまん〜 - 制作：泉放送制作（公式サイト）
- 放送日：9月2日 - 10月25日（全39回）
- 脚本：小森名津 他
- 出演：福田沙紀、石垣佑磨 他

天国の恋 - 制作：ビデオフォーカス（公式サイト）
- 放送日：10月28日 - 12月27日（全45回）
- 原作・脚本：中島丈博
- 出演：床嶋佳子、内博貴、高田翔（ジャニーズJr.）、石田純一 他

### 関西テレビ・ドラマNEXT
ヨメ代行はじめました。 ※最終作品
- 放送日：1月10日 - 3月28日（全12回）
- 出演：松山メアリ、丸高愛実 他

### スペシャルドラマ (フジテレビ)
お正月特別企画 ラッキーセブンスペシャル
- 放送日：1月3日
- 脚本：井上由美子
- 出演：松本潤、石原さとみ、及川光博、瑛太、仲里依紗、大泉洋、松嶋菜々子 他

吉本興業創立100周年特別企画 笑福亭仁鶴50周年記念ドラマ だんらん - 制作：関西テレビ
- 放送日：1月4日
- 原案：笑福亭仁鶴
- 脚本：佐藤二朗
- 出演：村上ショージ、南野陽子、菅田将暉、矢倉楓子（NMB48）、佐藤二朗、ほっしゃん。、オール巨人、近藤正臣 他

ストロベリーナイト アフター・ザ・インビジブルレイン - 制作：共同テレビ
- 放送日：1月26日
- 原作：誉田哲也「シンメトリー」「感染遊戯」「アンダーカヴァー」
- 脚本：龍居由佳里、黒岩勉
- 出演：竹内結子、西島秀俊、小出恵介、遠藤憲一、生瀬勝久、武田鉄矢 他

北海道文化放送 開局40周年記念ドラマ バッケンレコードを超えて - 制作：北海道文化放送
- 放送日：1月27日
- 脚本：信本敬子
- 出演：比嘉愛未、福士誠治、手塚理美、陣内孝則 他

ダブル・ミーニング Yes or No? - 制作：関西テレビ
- 放送日：3月1日
- 脚本：大久保ともみ
- 出演：北乃きい、高嶋政伸、山本裕典、綾野剛、加藤雅也、阿部サダヲ、寺島進 他

東海テレビ開局55周年記念 そんなこんなで女は走る - 制作：東海テレビ、ドリマックス・テレビジョン（公式サイト）
- 放送日：3月17日
- 脚本：女里山桃花
- 出演：谷村美月、北川弘美 他

リッチマン，プアウーマン in ニューヨーク
- 放送日：4月1日
- 脚本：安達奈緒子
- 出演：小栗旬、石原さとみ、相武紗季、井浦新 他

女信長
- 放送日：4月5日・6日（2夜連続）
- 原作：佐藤賢一「女信長」（毎日新聞社）
- 脚本：橋本裕志
- 出演：天海祐希、内野聖陽、小雪、伊勢谷友介、長澤まさみ、玉山鉄二、中村獅童、藤木直人、佐藤浩市、西田敏行 他

土曜プレミアム特別企画 リーガル・ハイ - 制作：共同テレビ
- 放送日：4月13日
- 脚本：古沢良太
- 出演：堺雅人、新垣結衣、生瀬勝久、小池栄子、広末涼子、榮倉奈々、北大路欣也、里見浩太朗 他

一休さん2 - 制作：FCC
- 放送日：5月5日
- 脚本：高橋ナツコ
- 出演：鈴木福、成宮寛貴、小林星蘭、安田成美、中村梅雀、東山紀之 他

世にも奇妙な物語'13 春の特別編 - 制作：共同テレビ
- 放送日：5月11日
- 出演：タモリ（ストーリーテラー）、小栗旬、檀れい、丸山隆平、佐々木希、徳井義実（チュートリアル） 他

事件屋稼業 - 制作：ドリマックス・テレビジョン
- 放送日：5月17日
- 原作：関川夏央・谷口ジロー「事件屋稼業 TROUBLE IS MY BUSINESS」（双葉社）
- 脚本：酒巻浩史
- 出演：寺尾聰、佐藤江梨子、永山絢斗、広瀬アリス、竹中直人 他

ガリレオXX 内海薫最後の事件 愚弄ぶ
- 放送日：6月22日
- 脚本：池上純哉
- 出演：柴咲コウ、ユースケ・サンタマリア、柳楽優弥、福山雅治、吉高由里子、北村一輝、品川祐（品川庄司） 他

DRESS presentsアラ40女子 ドラマスペシャル 幸せになる3つの買い物 - 制作：関西テレビ
- 放送日：6月25日
- 脚本：大久保ともみ、大井洋一
- 出演：中山美穂、小池栄子、大久保佳代子 他

金曜プレステージスペシャルドラマ 鬼女 - 制作：The icon
- 放送日：6月28日
- 脚本：後藤法子
- 出演：藤山直美、夏川結衣、田中美佐子 他

WONDA×AKB48 ショートストーリー「フォーチュンクッキー」
- 放送日：7月7日
- 出演：大島優子、小嶋陽菜、渡辺麻友、篠田麻里子、柏木由紀、島崎遥香 他

金曜プレステージ特別企画 謎解きはディナーのあとでスペシャル〜風祭警部の事件簿〜 - 制作：共同テレビ
- 放送日：8月2日
- 原作：東川篤哉「謎解きはディナーのあとで」（小学館）
- 脚本：黒岩勉
- 出演：椎名桔平、余貴美子、櫻井翔、北川景子 他

ほんとにあった怖い話 夏の特別編2013
- 放送日：8月17日
- 原作：「ほんとにあった怖い話」（朝日新聞社）「HONKOWA」（朝日新聞出版）
- 脚本：鶴田法男 他
- 出演：坂口憲二、深田恭子、指原莉乃、鈴木福 他

水木しげるのゲゲゲの怪談 - 制作：ViViA
- 放送日：8月31日
- 原作：水木しげる「砂かけばばあ」（ちくま文庫）「不死鳥を飼う男」「妖怪枕返し」「永仁の壺」（ホーム社漫画文庫）
- 脚本：牟田桂子、ブラジリィー・アン・山田、御笠ノ忠次、大森研一
- 出演：林遣都、LiLiCo、濱田岳、又吉直樹（ピース）、倉科カナ 他

秋のスペシャルドラマ企画 花の鎖 - 制作：テレパック
- 放送日：9月17日
- 原作：湊かなえ「花の鎖」（文藝春秋）
- 脚本：篠﨑絵里子
- 出演：中谷美紀、松下奈緒、戸田恵梨香 他

金田一耕助VS明智小五郎
- 放送日：9月23日
- 原作：芦辺拓「明智小五郎対金田一耕助」（原書房）
- 脚本：池上純哉
- 出演：山下智久、武井咲、伊藤英明 他

関西テレビ放送開局55周年記念ドラマ 神様のベレー帽 〜手塚治虫のブラック・ジャック創作秘話〜 - 制作：関西テレビ
- 放送日：9月24日
- 原作：宮崎克・漫画：吉本浩二「ブラック・ジャック創作秘話〜手塚治虫の仕事場から〜」（秋田書店）
- 脚本：古家和尚
- 出演：草彅剛、大島優子、佐藤浩市 他

スペシャルドラマ ちびまる子ちゃん - 制作：FCC
- 放送日：10月1日
- 原作：さくらももこ
- 脚本：樫田正剛、高橋幹子
- 出演：信太真妃、飯島直子、児嶋一哉（アンジャッシュ）、モト冬樹、鷲尾真知子、蒔田彩珠 他

抱きしめたい!Forever
- 放送日：10月1日
- 脚本：龍居由佳里
- 出演：浅野温子、浅野ゆう子、岩城滉一、野際陽子、草刈正雄 他

フジテレビ開局55周年特別番組 松本清張スペシャル 顔
- 放送日：10月3日
- 原作：松本清張「顔」
- 脚本：根津理香
- 出演：松雪泰子、田中麗奈、坂口憲二、武田真治、稲森いずみ 他

金曜プレステージ 実録ドラマスペシャル ねじれた絆 赤ちゃん取り違え事件 42年の真実 - 制作：ライス
- 放送日：10月11日
- 原作：奥野修司「ねじれた絆 -赤ちゃん取り違え事件の十七年-」
- 脚本：及川博則
- 出演：板谷由夏、西田尚美、光石研、ゴリ、滝藤賢一 他

世にも奇妙な物語'13 秋の特別編 - 制作：共同テレビ
- 放送日：10月12日
- 出演：タモリ（ストーリーテラー）、夏菜、香取慎吾、志賀廣太郎、石原さとみ、松坂桃李 他

スペシャルドラマ ハクション大魔王 - 制作：東宝映画
- 放送日：11月17日
- 原作：（株）タツノコプロ「ハクション大魔王」（1969年制作）
- 脚本：阿相クミコ
- 出演：村上信五、渡邉このみ、馬渕誉 他

フジテレビ開局55周年特別番組 アニメ「サザエさん」放送45周年記念 長谷川町子物語〜サザエさんが生まれた日〜 - 制作：テレビマンユニオン
- 放送日：11月29日
- 参考文献：長谷川町子「サザエさん うちあけ話」（朝日新聞出版）「サザエさんの東京物語」（朝日出版社）「長谷川町子 思い出記念館」（朝日新聞社）
- 脚本：大島里美
- 出演：尾野真千子、長谷川京子、木村文乃、イッセー尾形、徳井義実、松坂慶子、三浦友和 他

サザエさん アニメ&ドラマで2時間半SP
- 放送日：12月1日
- 原作：長谷川町子
- 出演：観月ありさ、筒井道隆、片岡鶴太郎、竹下景子 他

### BSフジのテレビドラマ
GI DREAM（公式サイト）
- 放送日：2月2日
- 出演：杉浦太陽、岩佐真悠子、西岡徳馬、要潤 他

### CS ONE+TWO+NEXTのテレビドラマ
シークレット・ハネムーン（公式サイト）
- 放送日：1月15日、他（全5回）
- 監督・脚本：五十嵐匠
- 出演：新井浩文 他

アイドルマン
- 放送日：2月18日、他（全5回）
- 監督・脚本：五十嵐匠
- 出演：木下隆行（TKO） 他

二丁目のホームズ（公式サイト）
- 放送日：3月16日、他
- 脚本：金沢達也
- 出演：渡部豪太、早見あかり、阪田マサノブ 他

イタズラなKiss
- 放送日：3月29日 - 7月19日（全16回）
- 原作：多田かおる「イタズラなKiss」
- 脚本：三浦有為子
- 出演：未来穂香、古川雄輝、山田裕貴 他

### そのほか（フジテレビ）
ストロベリーミッドナイト
- 放送日：1月22日 - 25日（4夜連続）
- 原作：誉田哲也
- 脚本：黒岩勉
- 出演：西島秀俊、宇梶剛士、丸山隆平、渡辺いっけい、髙嶋政宏、生瀬勝久 他

ガリレオスピンオフ タガーリン
- 放送日：4月13日 - 6月22日（全11回）
- 脚本：宇山佳佑
- 出演：澤部佑（ハライチ）、柏木由紀（AKB48） 他

謎解きはディナーのあとでスペシャル 船上探偵・影山（公式サイト）
- 放送日：7月30日 - 8月2日（4夜連続）
- 原作：東川篤哉「謎解きはディナーのあとで」（小学館）
- 脚本：黒岩勉
- 出演：櫻井翔 他

## WOWOWの主なテレビドラマ

### 連続ドラマW
女と男の熱帯
- 放送日：1月20日 - 2月24日（全6回）
- 原案：野沢尚
- 脚本：相沢友子
- 出演：藤原紀香、渡部篤郎 他

レディ・ジョーカー
- 放送日：3月2日 - 3月16日（全3回）
- 原作：高村薫「レディ・ジョーカー」（新潮文庫）
- 脚本：前川洋一
- 出演：上川隆也、柴田恭兵 他

ソドムの林檎〜ロトを殺した娘たち
- 放送日：3月23日 - 4月13日（全4回）
- 脚本：荒井晴彦 他
- 出演：寺島しのぶ、木村文乃、溝端淳平 他

配達されたい私たち
- 放送日：5月12日 - 6月9日（全5回）
- 脚本：一色伸幸
- 出演：塚本高史、栗山千明、長谷川京子 他

震える牛
- 放送日：6月16日 - 7月14日（全5回）
- 原作：相場英雄「震える牛」（小学館）
- 脚本：篠﨑絵里子
- 出演：三上博史、吹石一恵、小林薫 他

パンとスープとネコ日和（公式サイト）
- 放送日：7月21日 - 8月11日（全4回）
- 原作：群ようこ「パンとスープとネコ日和」（角川春樹事務所）
- 脚本：カーゴパンツ
- 出演：小林聡美、伽奈、もたいまさこ、光石研、塩見三省、美波、市川実和子、加瀬亮、岸惠子 他

鍵のない夢を見る
- 放送日：9月1日 - 9月29日（全5回）
- 原作：辻村深月「鍵のない夢を見る」（文藝春秋）
- 脚本：武井彩
- 出演：倉科カナ、成海璃子、木村多江、高梨臨、広末涼子 他

LINK（公式サイト）
- 放送日：10月6日 - 11月3日（全5回）
- 脚本：篠﨑絵里子
- 出演：大森南朋、田中麗奈、玉山鉄二、ミムラ、田中直樹、綾野剛、武田鉄矢、黒木瞳 他

かなたの子（公式サイト）
- 放送日：12月1日 - 12月22日（全4回）
- 原作：角田光代「かなたの子」（文藝春秋）
- 脚本：高橋泉
- 出演：坂井真紀、井浦新、宮崎将、満島ひかり、永瀬正敏、藤村志保 他

### スペシャルドラマ (WOWOW)
チキンレース - 制作：大映テレビ（公式サイト）
- 放送日：11月10日
- 脚本：岡田惠和
- 出演：寺尾聰、岡田将生 他

三谷幸喜 大空港2013（公式サイト）
- 放送日：12月29日
- 脚本・監督：三谷幸喜
- 出演：竹内結子、生瀬勝久、戸田恵梨香、オダギリジョー、香川照之 他

### そのほか (WOWOW)
ネオ・ウルトラQ - 制作：円谷プロダクション
- 放送日：1月12日 - 3月30日（全12回）
- 脚本：いながききよたか 他
- 出演：田辺誠一、高梨臨、尾上寛之 他

CLAMPドラマ ホリック〜xxxHOLiC〜
- 放送日：2月24日 - 4月14日（全8回）
- 原作：CLAMP「xxxHOLiC」（講談社）
- 脚本・監督：継田淳、豊島圭介
- 出演：杏、染谷将太 他

お先にどうぞ
- 放送日：7月7日 - （全6回）
- 脚本：塩沢航
- 出演：濱田岳 他

## その他の主なテレビドラマ

### 独立局
tvk開局40周年記念番組 ドキュメンタリードラマ 希望の翼〜あの時、ぼくらは13歳だった〜 - 制作：テレビ神奈川・ 韓国KBS（公式サイト）
- 放送日：3月2日 ※BS-TBSでは3月23日放送
- 原作：寒河江正「あの時、ぼくらは13歳だった〜誰も知らない日韓友好史〜」（東京書籍刊）
- 出演：国広富之、キム・スンチャ、木村友治、吉永祐希、黒田福美 他

リアル鬼ごっこ THE ORIGIN - 制作：首都圏トライアングル加盟局
- 放送日：4月9日 - 6月25日（全12回）
- 原作：山田悠介「リアル鬼ごっこ」
- 脚本：宮本武史、おかざきさとこ
- 出演：本郷奏多、清水富美加 他

押忍!!ふんどし部! - 制作：共同テレビ（公式サイト）
- 放送日：4月11日 - 7月4日（全13回）
- 原作：細川徹「押忍!!ふんどし部!」
- 脚本：山名宏和
- 出演：白洲迅、川原一馬、上山竜司、海老澤健次、坂口涼太郎 他

猫侍 - 制作：東名阪ネット6・5いっしょ3ちゃんねる加盟局など
- 放送日：10月 - 12月（全12回）
- 出演：北村一輝、横山めぐみ 他